# Oleg Fistican
Oleg Fistican (n. 1 februarie 1975, Chișinău) este un antrenor de fotbal și fost fotbalist internațional moldovean, care a jucat pe postul de fundaș.
Între anii 1995–2000 Oleg Fistican a jucat 28 meciuri la echipa națională de fotbal a Moldovei.

## Palmares
Zimbru Chișinău
- Divizia Națională (5): 1994-1995, 1995-1996, 1997-1998, 1998-1999, 1999-2000

Vicecampion: 1996-1997
Iskra-Stali
- Divizia Națională

Locul 3: 2008–2009